# Мазера ди Падова
Мазера ди Падова (итал. Maserà di Padova) је насеље у Италији у округу Падова, региону Венето.
Према процени из 2011. у насељу је живело 5383 становника. Насеље се налази на надморској висини од 8 м.

## Становништво
Према резултатима пописа становништва 2011. у општини је живело 9.045 становника.
| 1951. | 1961. | 1971. | 1981. | 1991. | 2001. | 2011. |
| ----- | ----- | ----- | ----- | ----- | ----- | ----- |
| 5.145 | 4.660 | 4.866 | 5.407 | 6.457 | 7.695 | 9.045 |